# Nová Ves u Sokolova
Nová Ves (deutsch Neudorf b. Tepl, 1938–1945 Neudorf I) ist eine Gemeinde in Tschechien. Sie liegt 15 Kilometer südöstlich von Sokolov und gehört zum Okres Sokolov.

## Geographie

### Geographische Lage
Nová Ves befindet sich im Kaiserwald am westlichen Fuße des Berges Sirák (Montleshöhe, 760 m) in der Quellmulde des Baches Novoveský potok. In Nová Ves liegen vier größere Teiche, der Za hospodou im Westen des Dorfes und der Velký und Malý Novoveský rybník südlich außerhalb des Ortes.

### Gemeindegliederung
Die Gemeinde Nová Ves besteht aus den Ortsteilen Louka (Grün) und Nová Ves (Neudorf). Zu Nová Ves gehört außerdem die Einschicht Starý Dvůr (Althof).
Das Gemeindegebiet gliedert sich in die Katastralbezirke Louka u Mariánských Lázní und Nová Ves u Sokolova.

### Nachbargemeinden
Nachbarorte sind Krásno im Norden, Háje, Milešov und Dolní Hluboká im Nordosten, Starý Dvůr und Bečov nad Teplou im Osten, Louka im Südosten, Mnichov im Süden, Prameny im Südwesten sowie Rovná und Podstrání im Nordwesten.
Nordwestlich von Nová Ves befanden sich bis in die 1950er Jahre die Bergstadt Lauterbach (Čistá) und deren Ortsteil Ehrlich (Chalupy).

## Geschichte
Neudorf wurde 1364 als Teil der Burgherrschaft Petschau erstmals urkundlich erwähnt. Besitzer waren zu dieser Zeit die Herren von Riesenburg. Bei Grün wurde im 14. Jahrhundert Goldbergbau betrieben. Im 18. und 19. Jahrhundert gab es in den Zechen Michaeli, Sebastian und Callisto wenig erfolgreiche Bergbauversuche auf Silber.
Nach der Aufhebung der Patrimonialherrschaften bildete Neudorf ab 1850 eine Gemeinde im Bezirk Karlsbad, danach im Bezirk Petschau. Zum Ende des 19. Jahrhunderts wurde die Gemeinde in den Bezirk Tepl umgegliedert. 1930 lebten in Neudorf 1028 Einwohner. Nach dem Münchner Abkommen wurde die Gemeinde ins Deutsche Reich eingegliedert und gehörte bis 1945 zum Landkreis Tepl. Zur Unterscheidung von der Gemeinde Neudorf bei Weseritz, die dem gleichen Landkreis angehörte, erfolgte eine Unterscheidung in Neudorf I und II. 1939 hatte Neudorf I 848 Einwohner.
Nach dem Ende des Zweiten Weltkrieges kam der Ort zur Tschechoslowakei zurück und es begann die Vertreibung der Deutschen. In den 1950er Jahren erfolgte die Entsiedlung des Kaiserwaldes und die Anlegung des Truppenübungsplatzes Prameny. Nova Ves wurde zu dieser Zeit nach Mnichov eingemeindet und kam zum Okres Mariánské Lázně. Dieser wurde 1960 aufgelöst. Seitdem gehört Nová Ves zum Okres Sokolov. 1961 entstand die Gemeinde Nová Ves wieder und Louka wurde eingemeindet.

## Kultur und Sehenswürdigkeiten

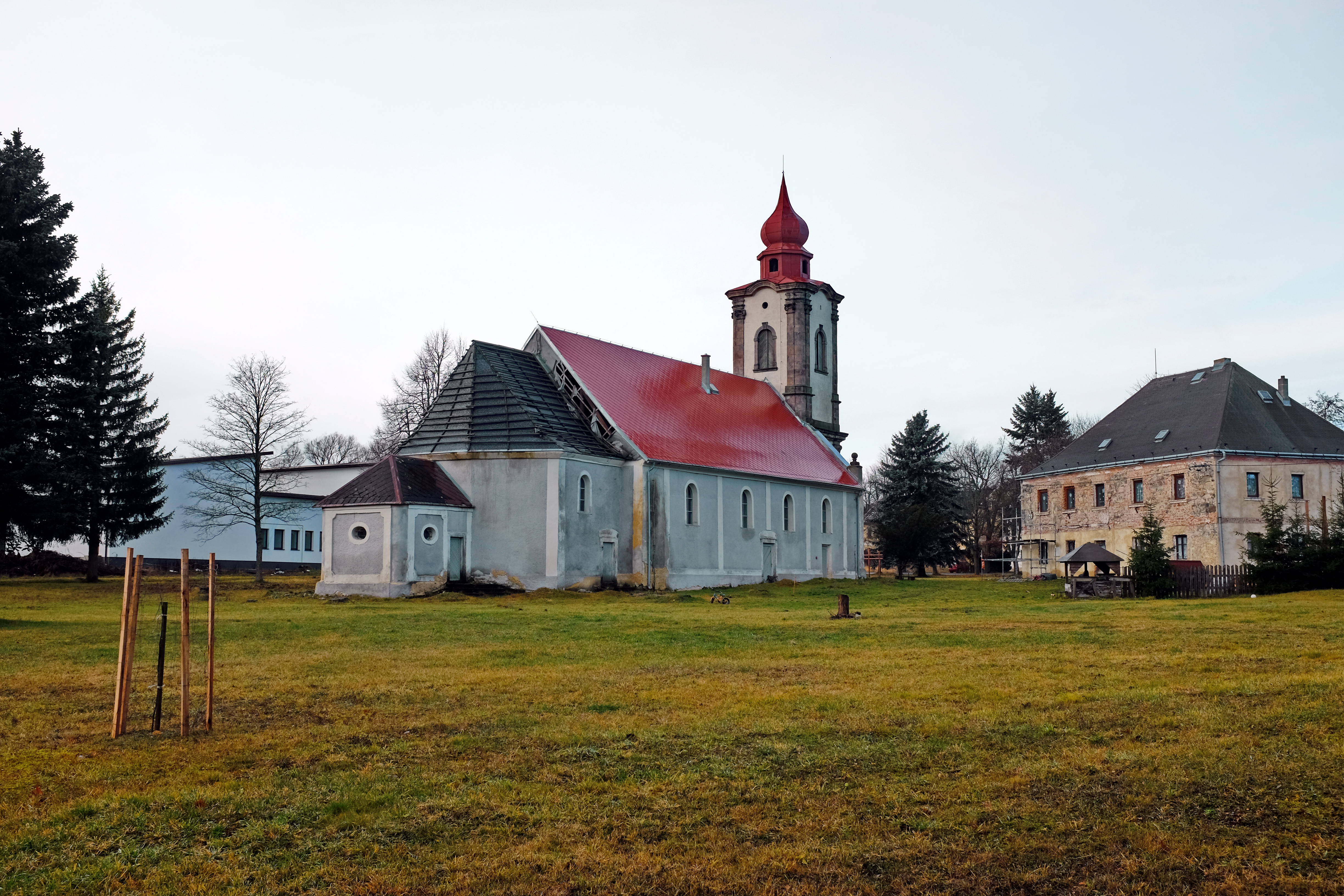
Kirche der Hl. Dreifaltigkeit in Nová Ves (2019)

- Kirche der Hl. Dreifaltigkeit, am Dorfplatz. Zwischen 1700 und 1707 wurde die Kapelle der hl. Dreifaltigkeit errichtet; den Wolkenaltar und die Seitenaltäre schuf Karl Stilp. In den Jahren 1732 bis 1732 wurde die Kapelle zu einer Kirche erweitert. Der westliche Turmanbau erfolgte von 1764 bis 1771.
- Sauerbrunnen Novoveská kyselka und Grünská kyselka, südlich des Dorfes